# Musger Mg III
Die Musger Mg III war ein in den 1930er Jahren gebautes österreichischen Sportflugzeug und das erste Motorflugzeug des Konstrukteurs und Fliegers Erwin Musger.

## Entwicklung
Musger entwickelte die Mg III parallel zu den Segelflugzeugen, die er in jener Zeit für den Herzogenburger Segelflugverein „Kölbling“ entwarf. Trotz der bereits 1933 begonnenen Planungen zog sich der Bau deshalb bis ins Jahr 1937 hin. Die ab dem Sommer erfolgte Erprobung der Mg III wurde in Aspern und Wiener Neustadt durchgeführt. 1938 wurde sie als OE–DMG zugelassen. Am 20. Mai erlitt das Flugzeug auf dem Flug von Wiener Neustadt nach Berlin bei einer Zwischenlandung in Darmstadt Beschädigungen am Fahrwerk und der Luftschraube. Es verblieb dann dort und wurde während des Krieges bei einem Bombenangriff zerstört.

## Konstruktion
Die Mg III ist ein freitragender Tiefdecker in Holzbauweise. Der Rumpf besteht aus einem sperrholzbeplankten Holzgerüst mit geschlossener Kabine. Tragflächen und Leitwerk sind ebenfalls aus Holz und im vorderen Bereich mit Sperrholz verkleidet, im hinteren aber mit Stoff bespannt. Die Flügel können beigeklappt werden. Das Flugzeug verfügt über ein starres Fahrwerk mit Haupträdern der Größe 380 × 150 mm und einer Spurbreite von 1,30 m. Am Heck befindet sich ein Schleifsporn.

## Technische Daten
| Kenngröße             | Daten                                                                                |
| --------------------- | ------------------------------------------------------------------------------------ |
| Besatzung             | 1                                                                                    |
| Spannweite            | 9,50 m                                                                               |
| Breite                | 2,50 m (geklappt)                                                                    |
| Länge                 | 6,00 m                                                                               |
| Höhe                  | 1,80 m                                                                               |
| Flügelfläche          | 9,00 m²                                                                              |
| Flügelstreckung       | 10,03                                                                                |
| Flächenbelastung      | 36,15 kg/m²                                                                          |
| Leistungsbelastung    | 14,10 kg/PS                                                                          |
| Flächenleistung       | 2,56 PS/m²                                                                           |
| Leermasse             | 200 kg                                                                               |
| Rüstmasse             | 225 kg                                                                               |
| Nutzlast              | 100 kg                                                                               |
| Startmasse            | 325 kg                                                                               |
| Antrieb               | ein Mercedes F-7202 mit starrer Zweiblatt-Holzluftschraube (Ø 2,20 m), 23 PS (17 kW) |
| Kraftstoffvorrat      | 27,0 l                                                                               |
| Kraftstoffverbrauch   | 5,00 l/100 km                                                                        |
| Höchstgeschwindigkeit | 150 km/h                                                                             |
| Reisegeschwindigkeit  | 127 km/h                                                                             |
| Landegeschwindigkeit  | 71 km/h                                                                              |
| Steiggeschwindigkeit  | 2,30 m/s in Bodennähe                                                                |
| Steigzeit             | 7,5 min auf 1000 m Höhe 22,0 min auf 2000 m Höhe                                     |
| Dienstgipfelhöhe      | 4000 m                                                                               |
| Reichweite            | 520 km                                                                               |
| Flugdauer             | 4,16 h                                                                               |
| Startstrecke          | 250 m                                                                                |